# Tamiga (Tikaré)
Pour les articles homonymes, voir Tamiga.
Tamiga est une localité située dans le département de Tikaré de la province du Bam dans la région Centre-Nord au Burkina Faso. 

## Géographie
Tamiga est située à 5 km au nord-est de Tikaré, le chef-lieu du département, et à environ 15 kilomètres à l'ouest de Kongoussi. Le territoire du village est traversé par la route nationale 15.

## Économie
Tamiga possède des filons aurifères exploités par des orpailleurs traditionnels.

## Éducation et santé
Le centre de soins le plus proche de Tamiga est le centre de santé et de promotion sociale (CSPS) de Tikaré tandis que le centre médical avec antenne chirurgicale (CMA) de la province se trouve à Kongoussi.